# Aparelho de Kipp

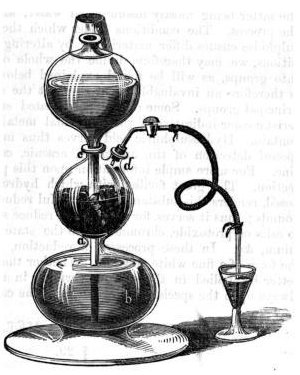

O aparelho de Kipp, é um instrumento usado para o preparo de pequenos volumes de gases. Seu nome é em homenagem a seu inventor, Petrus Jacobus Kipp. Seus usos mais comuns são na preparação de sulfeto de hidrogênio (ácido sulfídrico em meio aquoso) mediante a reação do ácido sulfúrico com sulfeto ferroso. Na preparação de gás carbônico mediante a reação de ácido clorídrico com carbonato de cálcio, e de gás hidrogênio mediante a reação do ácido clorídrico com um metal determinado. O aparelho consiste em três cilindros empilhados. O material sólido (por exemplo, sulfeto ferroso) é colocado no cilindro do meio e o ácido no superior. Um tubo se estende do cilindro superior ao inferior. No cilindro central há um tubo com uma válvula utilizada para extração do gás obtido. Quando esta está fechada, a pressão do gás no cilindro central aumenta, empurrando o ácido de volta ao cilindro superior até que deixe de estar em contato com o material sólido, encerrando a reação. Os aparelhos de Kipp só podem ser produzidos em vidro ou polietileno.